# Esmeral Tunçluer

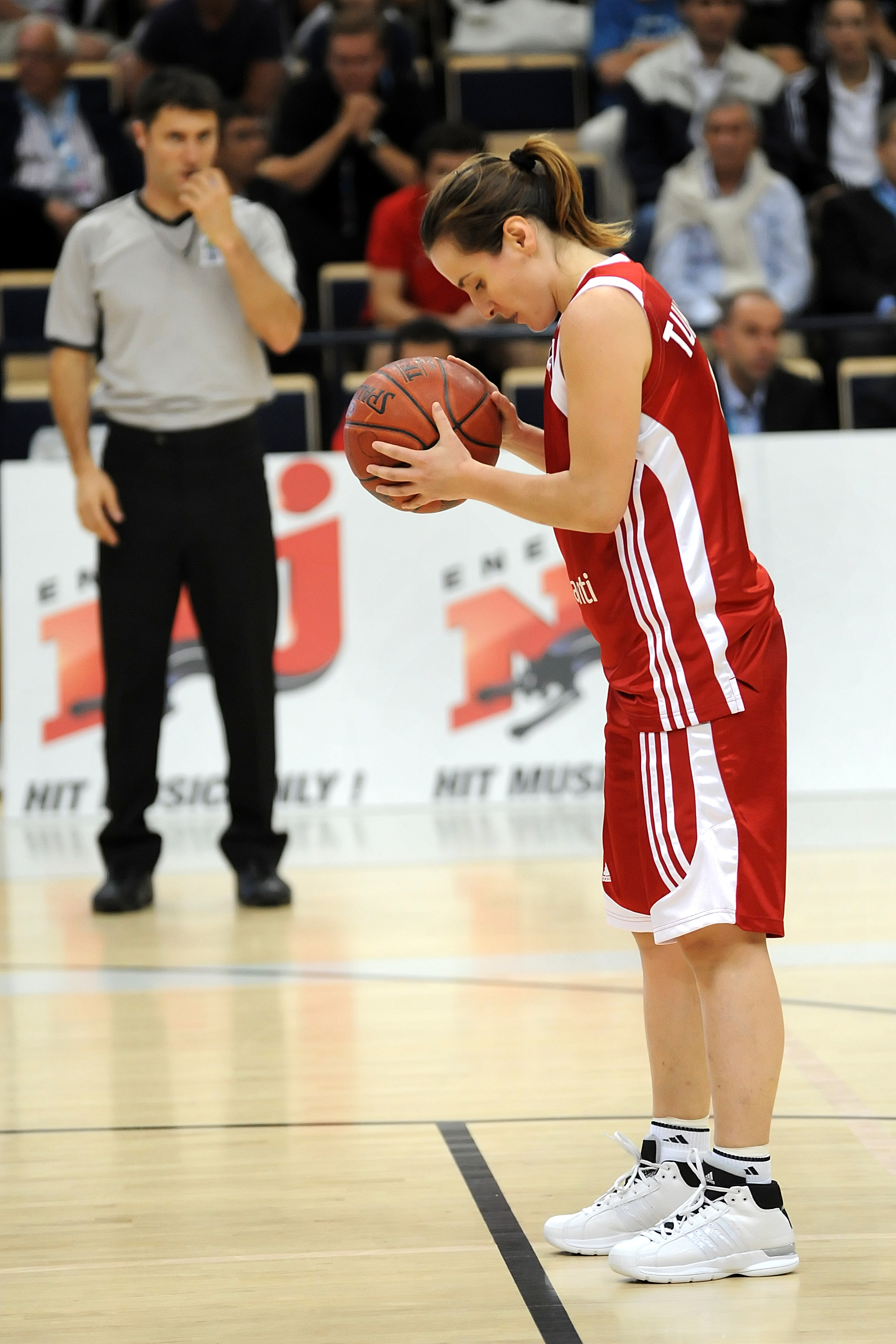
Esmeral Tuncluer.

Esmeral Tunçluer (Ede, 7 april 1980) is een Nederlands basketbalster. Ze speelt voor Fenerbahçe. Eerder was ze actief voor Botaşspor, Beşiktaş  en Mersin Metropolitan. Tunçluer won de Turkse Women's Basketball League-kampioenstitel met Beşiktaş in 2005 en met Fenerbahçe Istanbul in 2007.
Tunçluer was lid van de nationale ploeg tijdens de Middellandse Zeespelen in 2005 in Almería, Spanje. Ze speelde 170 keer voor het Turkse nationale vrouwenbasketbalteam.